# 洪萬庭
洪萬庭（1990年6月21日—）是一名台灣舉重運動員，出生於台東縣卑南鄉，為卑南族人，畢業於國立體育大學。她曾獲得2013年夏季世界大學運動會舉重比賽女子69公斤級亞軍。
2017年夏季世界大學運動會，她在女子舉重69公斤級（抓舉101公斤，挺舉126公斤，總和227公斤），以1公斤之差擊敗哈薩克戈里切娃奪得冠軍， 獲得金牌。和贈送金色絲帶熊讚玩偶一隻。